# Садыр Палван
Садыр Палван (уйг. سادىر پالۋان / Sadir Palwan / Садир Палван‎) — народный герой, один из лидеров уйгурского восстания 1864 года в Илийском крае.

## Биография
Садыр Палван родился в селении Моллатохтиюзи Кульджинского края, в 1798 году. Настоящее имя Садыр Хошахмат, назван Палваном за огромный рост и силу( палван уйг. — богатырь), а также за подвиги в освободительном движении уйгуров. Его отец Хошахмат, был выходец из Хотана, переехал в Или в 1766 году. Сам Садыр Палван считался очень храбрым человеком и легенды о нём слагаются до сих пор. 
С молодых лет активно участвовал в различных вооружённых акциях направленных против китайской власти в регионе. Активный участник восстания уйгуров
в Илийском крае (1864 г.), один из организаторов восстания наряду с Абдурасул-беком и Алахан Султаном.
Лично участвовал, несмотря на преклонный возраст, в штурме цинских крепостей Баяндай и Чилпанза.
Известен также как поэт.
Умер от болезни в 1871 году, похоронен на мусульманском кладбище родного селения Моллатохтиюзи, в городе Кульджа.